# Rebirth (album de Gackt Camui)
Pour les articles homonymes, voir Rebirth (homonymie).
Rebirth est le troisième album de Gackt. Il est sorti le 25 avril 2001.

## Liste des chansons
1. "4th..." – 3:22
2. "Secret Garden" – 4:39
3. "Maria" – 4:20
4. "Uncontrol" – 4:14
5. "Sekirei - Seki-ray (RR Ver.)" – 5:01
6. "Kalmia" – 4:54
7. "Sayonara" – 5:20
8. "Marmalade" – 4:08
9. "Papa Lapped a Pap Lopped" – 3:46
10. "Seven" – 4:06
11. "Kimi No Tameni Dekiru Koto (RR Ver.)" – 5:10